# Rosa Aguilar Rivero

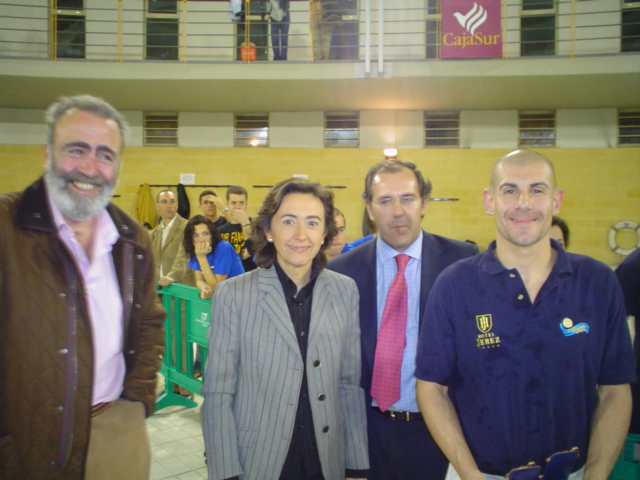
Rosa Aguilar en l'obertura del primer torneig Open Màster Cordoba 2016 el 18 de febrer al palau d'Esports de Vista Alegre de Còrdova (Espanya).

Joaquina Rosa Aguilar Rivero (Còrdova, 7 de juliol de 1957) és una política andalusa. Fou l'alcaldessa de Còrdova des de 1999 fins al 2009 i la Consellera d'Obres Públiques i Habitatge d'Andalusia el 2009 i 2010, en qualitat d'independent. El 21 d'octubre de 2010 va ser nomenada ministra de Medi Ambient.

## Biografia
Va realitzar el Batxillerat en el C.D.P. La Sagrada Família i en el curs 1974/1975 va començar els seus estudis universitaris en el Col·legi Universitari de Còrdova. En 1980 es va llicenciar en Dret per la Universitat de Sevilla.
El 1974 va ingressar en PCE, afiliant-se a Comissions Obreres en 1978. En acabar la seva carrera universitària, es va integrar en l'assessoria jurídica del sindicat fins a 1985, any en el qual, al costat d'altres companys, va muntar un bufet dedicat a temes mercantils, laborals i matrimonials. En 1987, i després de ser escollida regidora de l'Ajuntament de Còrdova per Izquierda Unida (IU), va abandonar el bufet. Va ser regidora entre 1987 i 1991. Entre 1990 i 1993 va ser diputada del Parlament d'Andalusia, i entre 1993 i 2000 va ser diputada del Congrés per Còrdova.
Va ser escollida alcaldessa de Còrdova en 1999 gràcies a un pacte amb el PSOE (Izquierda Unida va obtenir nou regidors i el PSOE sis; el seu pacte superava als 14 regidors del Partit Popular), repetint en 2003, aquesta vegada ja en solitari en guanyar les eleccions municipals amb el 41,8% dels vots i 13 regidors (enfront dels 12 del Partit Popular i 4 del PSOE). A les eleccions municipals de 2007, la seva candidatura va quedar, com en 1999, en segon lloc, després del Partit Popular, amb un 35,53% dels vots i 11 regidors (enfront de 14 del PP i 4 del PSOE). El 16 de juny va ser escollida novament alcaldessa gràcies a un nou pacte amb el PSOE.
Ha mantingut una postura crítica enfront d'algunes de les polítiques de la seva coalició com el paper d'Ezker Batua Berdeak (el referent d'Izquierda Unida al País Basc) en el Govern Basc o la participació d'EBB en el govern municipal d'Acció Nacionalista Basca per a governar a Mondragón després de les municipals de 2007. També va qüestionar el posicionament negatiu d'IU pel que fa a la Constitució Europea. Ha estat un dels suports de Gaspar Llamazares com a coordinador general de la coalició i ha mantingut freqüents enfrontaments amb el PCE. És membre del Consell Polític Federal, de la Presidència Federal i de l'Executiva de Izquierda Unida, de la qual és responsable de relacions institucionals. Des de 2003 també és vicepresidenta segona de la Federació Espanyola de Municipis i Províncies. Després dels dolents resultats electorals d'Esquerra Unida a les eleccions de 2008, el seu nom va ser esmentat com possible reemplaçament de Gaspar Llamazares, encara que Rosa Aguilar va descartar-ho. Tanmateix, la seva situació d'enfrentament amb sectors d'IU se agreujà l'abril de 2008, en revelar-se que feia temps que no pagava les quotes del PCE (raó per la qual havia estat donada de baixa del PCE) o que havia votat a la candidata socialista al Senat, Maribel Flores.